# سیارک ۳۷۹۴
سیارک ۳۷۹۴ (به انگلیسی: 3794 Sthenelos، نامگذاری:1985TF3) سه هزار و هفتصد و نود و چهارمین سیارک کشف شده‌است که در ۱۲ اکتبر ۱۹۸۵ کشف شد.
قدر مطلق سیارک برابر ۹٫۹۰ است.